# Lex Licinia Mucia
La Lex Licinia Mucia fu una legge romana varata nel 95 a.C. dai consoli Lucio Licinio Crasso e Quinto Mucio Scevola. Il suo scopo era quello di depennare dagli elenchi dei cittadini romani tutti quei gruppi di Italici che negli anni si erano amalgamati con i cittadini veri e propri (soprattutto nell'ambito delle colonie) e tutti coloro che si spacciavano falsamente per cittadini. Essa spazzò via l'opera compiuta nel 97 a.C. dai censori Marco Antonio e Valerio Flacco, volta alla concessione larga del diritto di cittadinanza agli Italici.
Questa legge causò un diffuso malcontento tra gli alleati italici e fu una delle cause della guerra sociale (bellum sociale, da socius, "alleato") del 91-88 a.C.